# Atlantoraja cyclophora
Atlantoraja cyclophora е вид хрущялна риба от семейство Arhynchobatidae. Видът е уязвим и сериозно застрашен от изчезване.

## Разпространение и местообитание
Разпространен е в Аржентина, Бразилия и Уругвай.
Среща се на дълбочина от 20 до 150 m, при температура на водата от 7,8 до 21,5 °C и соленост 33,1 – 36,4 ‰.

## Описание
На дължина достигат до 74 cm.
Популацията на вида е намаляваща.